# Drosophila algonquin
Drosophila algonquin är en tvåvingeart som beskrevs av Alfred Sturtevant och Theodosius Grigorievich Dobzhansky 1936. Drosophila algonquin ingår i släktet Drosophila och familjen daggflugor.
Artens utbredningsområde sträcker sig över delar av Nordamerika, från North Dakota och Quebec i norr till Mississippi och Texas i syd.